# Monomorium junodi
Monomorium junodi är en myrart som beskrevs av Auguste-Henri Forel 1910. Monomorium junodi ingår i släktet Monomorium och familjen myror. Inga underarter finns listade i Catalogue of Life.